# قل ترسناک ۲
قل ترسناک ۲ (انگلیسی: Basket Case 2) فیلمی آمریکایی محصول سال ۱۹۹۰ در ژانر کمدی اسلشر به نویسندگی و کارگردانی فرانک هننلاتر و دنباله فیلم قل ترسناک است. این فیلم دنباله‌ای دیگر با نام قل ترسناک ۳: اولاد را در پی داشت که در سال ۱۹۹۱ منتشر شد.